# Siri Skare
Pour les articles homonymes, voir Skare.
 (septembre 2022).
Siri Skare (6 juin 1958 - 1er avril 2011) est la première femme aviatrice dans les forces aériennes royales norvégiennes. Elle est décédée lors de l'attaque de Mazâr-e Charîf en 2011.

## Jeunesse
Skare est originaire d'Åndalsnes, dans le comté de Møre et Romsdal en Norvège. Habitant la capitale Oslo, Skare est mariée et a un enfant.

## Carrière
Déjà pilote civil et instructeur de vol avec plus de 1 400 heures, elle termine sa formation de pilote militaire en 1984 et pilote ensuite des Lockheed P-3 Orion au 333e Escadron et plus tard le Lockheed C-130 Hercules au 335e Escadron,,. Elle atteint le grade de lieutenant-colonel au sein de la Force aérienne royale norvégienne (Luftforsvaret).
Skare devient conseiller militaire auprès de la mission d'assistance des Nations unies en Afghanistan en août 2010.

## Mort
Skare est tuée dans l'enceinte de la Mission d'assistance des Nations Unies en Afghanistan (MANUA) lors de l'attaque à Mazâr-e Charîf le 1er avril 2011. Deux autres membres du personnel de la MANUA sont morts avec leurs quatre gardes de sécurité armés et un certain nombre de manifestants.
Sa dépouille est transportée lors d'une cérémonie qui s'est tenue dans un hangar de l'aéroport d'Oslo-Gardermoen, en présence du prince héritier Haakon et de la  ministre de la Défense Grete Faremo. Sa tombe est au cimetière de Grytten à Rauma.